# San Pedro de Ceque
San Pedro de Ceque is een gemeente in de Spaanse provincie Zamora in de regio Castilië en León met een oppervlakte van 49,00 km². San Pedro de Ceque telt 503 inwoners (1 januari 2016).

## Demografische ontwikkeling
Bron: INE, 1857-2011: volkstellingen